# Saint-Michel-de-l’Atalaye
Saint-Michel-de-l'Atalaye – miasto w Haiti, położone w departamencie Artibonite. Liczy 136 876 mieszkańców (2009). Ośrodek przemysłowy.